# کوپیسکا
کوپیسکا (به لهستانی:  Kopiska) یک روستا در لهستان است که در گمینا بارانوو (استان ماسوویان) واقع شده‌است.
 کوپیسکا  ۲۸۰ نفر جمعیت دارد.